# Kedyw (wojsko)
Kedyw, pełna nazwa Kierownictwo Dywersji Komendy Głównej Armii Krajowej – dział organizacyjny Armii Krajowej zajmujący się przeprowadzaniem i organizacją akcji bojowych, zamachów, sabotażu oraz dywersji wymierzonej w rząd Generalnego Gubernatorstwa, niemiecką nazistowską administrację okupacyjną, policję oraz wojsko stacjonujące na terytorium Generalnego Gubernatorstwa, ziem polskich włączonych do III Rzeszy oraz państwa niemieckiego , a także akcji obrony ludności polskiej na terytoriach zamieszkałych przez Ukraińców.

## Formowanie Kedywu

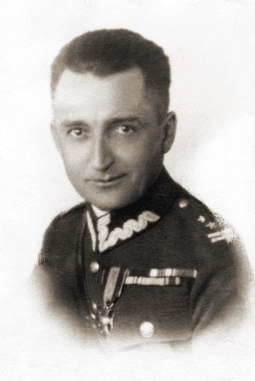
Organizator i dowódca Kedywu w latach 1942–1944 August Emil Fieldorf.

Proces powstania Kedywu zapoczątkowany został jesienią 1942 roku na podstawie ustnych zarządzeń i uzgodnień dowództwa Armii Krajowej zmierzających do uporządkowania działalności dywersyjnej Związku Odwetu (ZO) oraz wydzielonej organizacji dywersyjnej Wachlarz. Podstawę dała reorganizacja w Komendzie Głównej AK oraz utworzenie Kierownictwa Dywersji jakie nastąpiło w listopadzie 1942 roku.
Pierwszym komendantem Kedywu został pułkownik piechoty Emil Fieldorf „Nil”, a funkcję jego zastępców pełnili, do września 1943 roku: szef ZO oraz dowódca Wydziału Saperów KG AK pułkownik saperów Franciszek Niepokólczycki „Teodor”, a od marca 1943 roku pułkownik piechoty Jan Mazurkiewicz „Radosław”.
Formalnie początek Kedywu dał rozkaz nr 84 dowódcy Armii Krajowej gen. Stefana Roweckiego „Grota”, wydany 22 stycznia 1943 noszący nazwę Uporządkowanie odcinka walki czynnej, miał za zadanie stworzenie podstawy formalnej dla nowej organizacji organów kierujących walką bieżącą i realizujących ją. Postanowiono połączyć dotychczasowe wysiłki Związku Odwetu i Wachlarza i wzmocnienie ich osobami dotychczas nie biorącymi udziału w walce czynnej.
Rozkaz 84 nakazywał zorganizowanie tak w KG, jak w komendach Obszarów i Okręgów „komórek sztabowych” o nazwie „Kedyw” (Kierownictwo Dywersji). Zwracano przy tym uwagę na dyspozycyjność podległych tym komórkom oddziałów, oraz polecano stworzenie dla nich odrębnej sieci szybkiej łączności z komendantami Okręgów i Obszarów.
Pierwszą akcją wykonaną przez patrole saperskie Kedywu KG było uderzenie w transport kolejowy (Odwet za Zamojszczyznę) wykonane w noc sylwestrową z 31 grudnia 1942 na 1 stycznia 1943.

## Zadania Kedywu

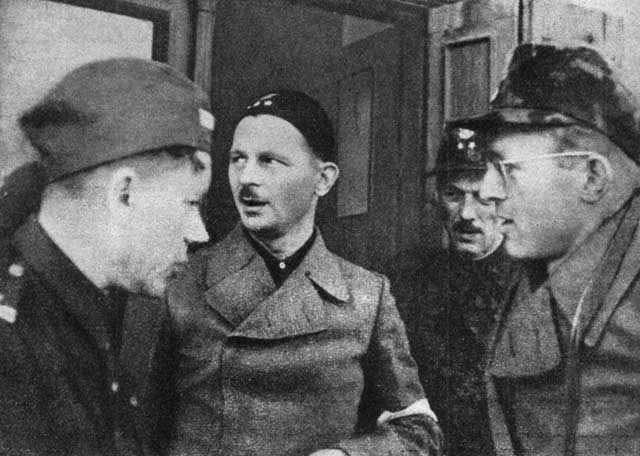
Członkowie Sztabu Kedywu w czasie powstania warszawskiego: od lewej Jan Mazurkiewicz „Radosław”, Wacław Chojna „Horodyński”, nieznany powstaniec i Stanisław Wierzyński „Klara”

Dla Kedywu KG rozkaz nr 84 przewidywał następujące zadania:
- planowanie akcji dywersyjnych i sabotażowych w skali ogólnej oraz opracowywanie wytycznych dla Okręgów
- kontrola Kedywu w Okręgach
- kierowanie akcją Oddziałów Dyspozycyjnych Kedywu KG AK
- studia nad metodami i sposobami organizowania akcji dywersyjnych, sabotażowych i partyzanckich, opracowywanie oraz wydawanie wytycznych i instrukcji
- szkolenie dowódców zespołów i patroli dywersyjnych oraz instruktorów technicznych dla potrzeb okręgów
- badanie i opiniowanie materiałów, sprzętu i pomysłów w zakresie akcji sabotażowo-dywersyjnej
- centralna produkcja środków walki sabotażowo-dywersyjnej
- zaopatrywanie Okręgów w środki walki – w miarę posiadanych zasobów
- nadzór nad odcinkiem pracy tych organizacji społecznych, których zadaniem jest współdziałanie w walce czynnej oraz udzielanie im pomocy w zakresie wyszkolenia i zaopatrzenia materiałowego

## Podporządkowanie
Ten sam rozkaz nakazywał oddanie wszystkich oddziałów sabotażowo-dywersyjnych działających w Okręgach pod bezpośrednie rozkazy komendantów Okręgów, w których również powstawać zaczęły oddziały Kedywu Okręgów. Nie dotyczyło to jedynie Kedywu KG. Z chwilą „zmontowania” Kedywu swoją odrębność organizacyjną straciły Związek Odwetu oraz Wachlarz. Włączono do Kedywu te grupy bojowe, które działały już w ramach mniejszych oddziałów organizacji.
Ze Związku Odwetu wykorzystano działające tam od listopada 1942 Grupy Szturmowe (GS) Szarych Szeregów, które w nowym systemie organizacyjnym Kedywu KG stały się oddziałami dyspozycyjnymi.
W marcu 1943 nastąpiło scalenie z dowodzoną przez ppłk Jana Mazurkiewicza ps. „Radosław” Tajną Organizacja Wojskową. Dowództwo objął płk August Emil Fieldorf ps. „Nil”, a po 1 lutego 1944 roku, po odejściu płk Fieldorfa – ppłk Jan Mazurkiewicz ps. „Radosław”.

## Walki w czasie Powstania warszawskiego
Oddziały Kedywu walczyły w czasie powstania warszawskiego w ramach Zgrupowania „Radosław”.
Przeniesienie kwatery pierwszego rzutu Komendy Głównej z Mokotowa, gdzie istniała cała zapewniająca sprawne dowodzenie struktura, na Wolę, w miejsce całkowicie nieprzygotowane do tego typu przedsięwzięć, wpłynęło negatywnie na gotowość bojową oddziałów Kedywu Komendy Głównej AK, które poprzednio przygotowywały się do zdobywania konkretnych obiektów na Mokotowie, a teraz musiały improwizować w trakcie swoich działań na Woli. Dotyczy to między innymi batalionów „Parasol” i „Zośka”.